# Parroquia San Miguel Arcángel (Rosario)
La Parroquia San Miguel Arcángel (Rosario) es un templo católico que se encuentra ubicado frente a la Plaza Buratovich en el corazón de barrio Echesortu, de la ciudad de Rosario, provincia de Santa Fe, República Argentina. Pertenece a la Arquidiócesis de Rosario y su nombre, San Miguel Arcángel, deriva del hebreo “Mika’el”, que significa “¿Quién como Dios?”, y con el que se designa en el Antiguo Testamento al ángel custodio de Israel, citado también en el Nuevo Testamento.

## Historia

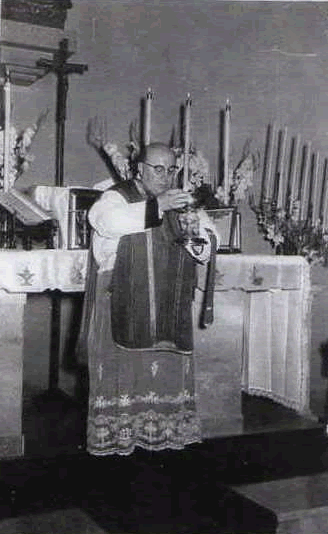
Altar mayor antes del Concilio Vaticano II

Fue erigida canónicamente por decreto pastoral del Obispo de Santa Fe, Monseñor Juan Agustín Boneo, el 1° de marzo de 1912 y su primer párroco fue el presbítero Norberto Dutari Rodríguez, quien tomó posesión de la parroquia el 3 de mayo de 1912.
Comenzó a funcionar en una antigua casa en la esquina de las calles Mendoza y Castellanos pero gracias al empuje del padre Dutari, el 28 de septiembre de 1912 se coloca la piedra fundamental del nuevo templo ya en su actual ubicación de 9 de julio 3535, en terrenos adquiridos a don Santiago Buratovich.
El 4 de noviembre de 1928 se procede a la inauguración del templo mayor y el camarín de Jesús de la Buena Esperanza que fueron bendecidos por el Obispo de Paraná, Monseñor Julián Martínez. 
En el año 1932, el Padre Dutari se retira y la Congregación de los Canónigos Regulares Lateranenses toma posesión de la parroquia. 
Al cumplirse cincuenta años de la fundación de la parroquia, se realizaron en el templo diversas modificaciones para adaptarlo a las reformas litúrgicas impuestas por el Concilio Vaticano II.

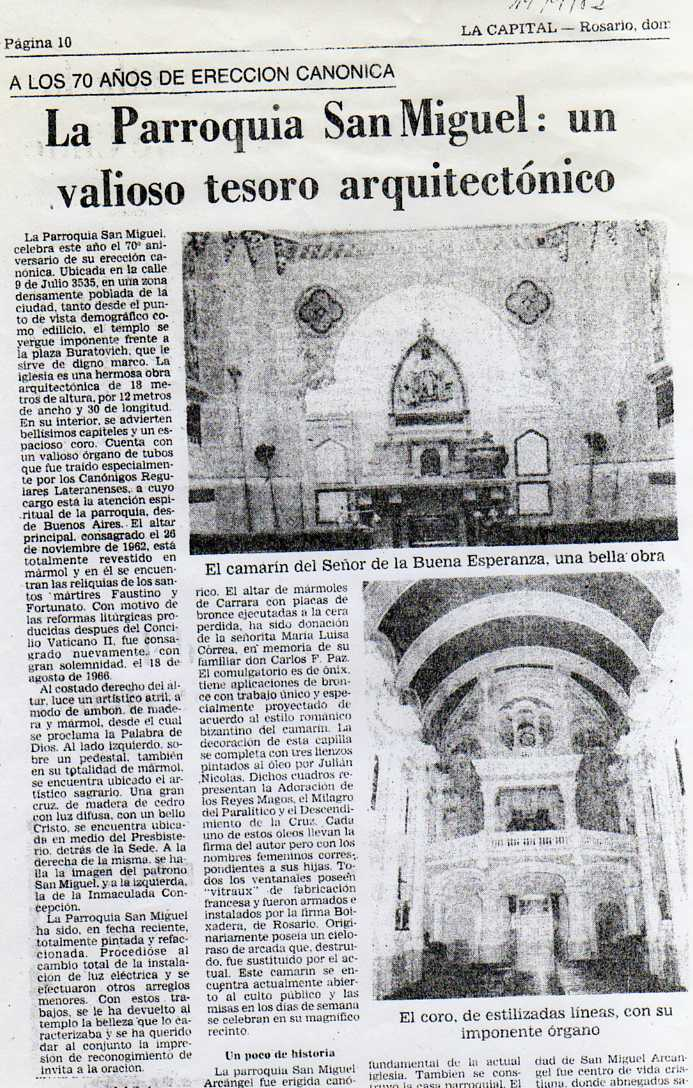
70 Aniversario de la Parroquia San Miguel Arcángel

A fines del año 1992 se retiran los Padres Lateranenses y el 30 de enero del año siguiente asume como párroco el Presbítero Luis Collazuol y como vicario el Presbítero Rafael Romero, ambos pertenecientes al clero secular del Arzobispado de Rosario.
El padre Luis Collazuol junto al siguiente vicario, el padre Alberto Murialdo, continuaron la obra evangelizadora con un nuevo emprendimiento desde mediados de 1996: el Oratorio San Pantaleón, ubicado originalmente en Avda. Francia 932.

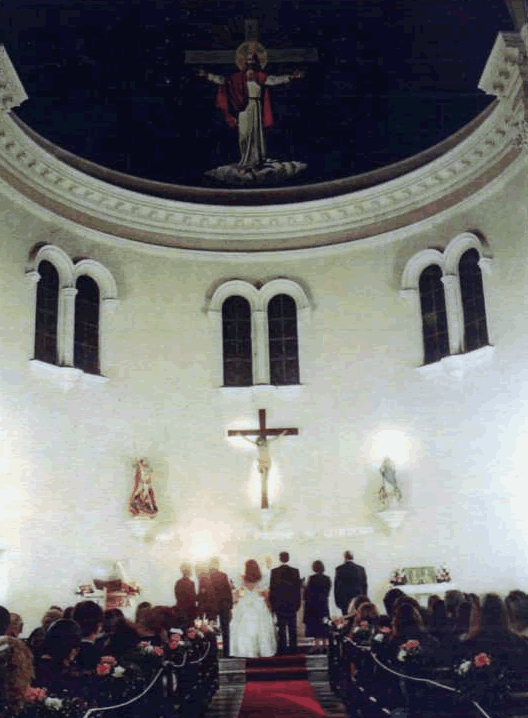
Altar mayor de la Parroquia San Miguel Arcángel de Rosario antes de las reformas del año 2001

A principios de 1998, el padre Luis Collazuol es designado como Obispo Auxiliar de Rosario y el 21 de marzo de ese mismo año, Mons. Eduardo Vicente Mirás, Arzobispo de Rosario, nombra como párroco al presbítero Guillermo Leopoldo Bossi, quien se desempeña en su cargo desde entonces.
En el Año 2001 se refacciona en su totalidad el templo parroquial, remodelándose el ábside: las imágenes de San Miguel y de María se colocan en sendos nichos y se colocan molduras para realzar el presbiterio y se restauran todas las imágenes del templo mayor.
En el año 2003 el Camarín de Jesús de la Buena Esperanza se convierte en la Capilla del Santísimo, porque allí es trasladado el Sagrario que anteriormente estaba en el Altar Mayor y en su lugar, se coloca en el Altar la nueva Pila Bautismal. Este mismo año comienza la restauración total de la Capilla: pintura completa, reparación de mármoles rotos, restauración del dorado a la hoja, las pinturas y los vitrales.
En el año 2006 una fuerte “pedrada” azota la ciudad de Rosario y se dañan la mayoría de los vitrales del templo, por tal motivo se instalaron protecciones en todas las ventanas y se procedió a la restauración total de los vitrales, obra que se culminó en 2008.
Con motivo de los preparativos para el Centenario de la Parroquia, en el año 2011 se publica el Libro “Un Siglo Predicando la Palabra de Dios” que refleja acontecimientos sucedidos en los primeros 100 años de vida de nuestra comunidad, anécdotas, testimonios, fotografías, documentos, etc.
En el año 2012, en ocasión del Centenario Parroquial, se inauguró en el frente del templo el mural con la mayólica de San Miguel Arcángel, obra del artista plástico rosarino Jaime Rippa.
En el año 2014 se procedió a la inauguración y bendición del Santuario y Centro Comunitario “San Pantaleón”, en su ubicación actual de Córdoba 3174 que, posteriormente, en el año 2017, se convirtiera en el nuevo Centro Arquidiocesano de la Pastoral Universitaria y, si bien sigue estando bajo la tutela jurídica de la parroquia San Miguel Arcángel, posee independencia pastoral y tiene como Rector al Padre Pablo Lazarte, responsable de la Pastoral Universitaria de la Arquidiócesis de Rosario.
En el año 2018 se inauguró el Cinerario parroquial, para brindar a los fieles de nuestra comunidad la posibilidad de depositar las cenizas de sus seres queridos en un ámbito digno y próximo al templo parroquial. 
Desde su nombramiento al frente de la parroquia, diferentes sacerdotes han acompañado al padre Guillermo Bossi como vicarios parroquiales: Pbro. Gustavo Sánchez, Diácono Paulo Canteros, Pbro. Walter Moschetti, Pbro. Diego Segundo, Pbro. Silvio Gauna , Pbro. Román Lucero y el Pbro. Darío Rotondo. Cada uno de ellos, luego de permanecer durante cierto tiempo en nuestra comunidad, han recibido diferentes destinos en otras parroquias y, si bien en la actualidad, el P. Guillermo no cuenta con ningún vicario que lo acompañe en su labor pastoral, cuenta con la ayuda del diácono permanente Darío Álvarez desde el año 2017.
También han colaborado muchas veces otros sacerdotes que, de algún modo u otro, han estado o están vinculados con la comunidad de San Miguel, como el Padre +Tomás Santidrián, el Padre +Eduardo García, el Padre +Raúl Rodríguez y también +Mons. Mario Maulión.

## Galería

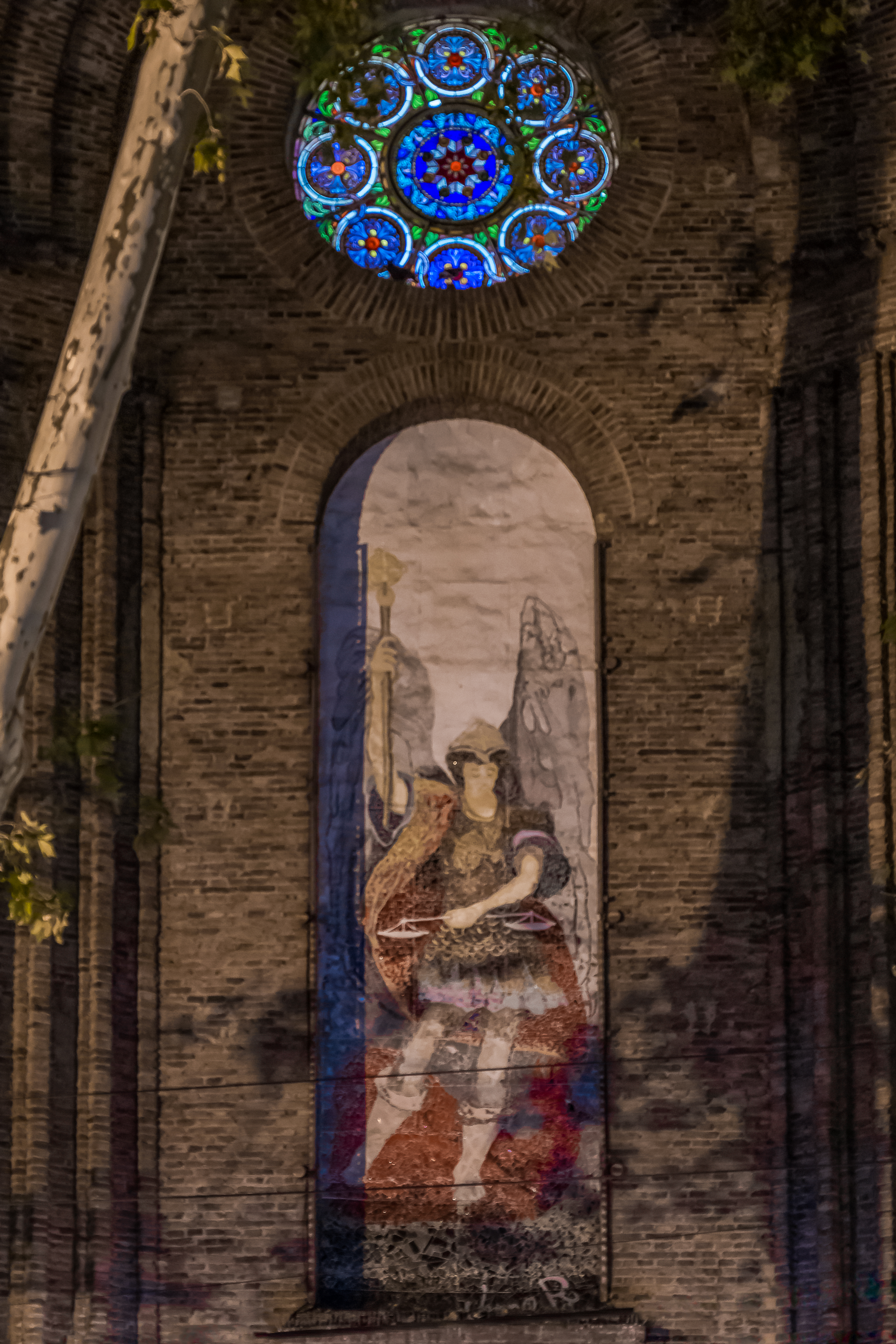
Fachada de la Parroquia San Miguel Arcángel
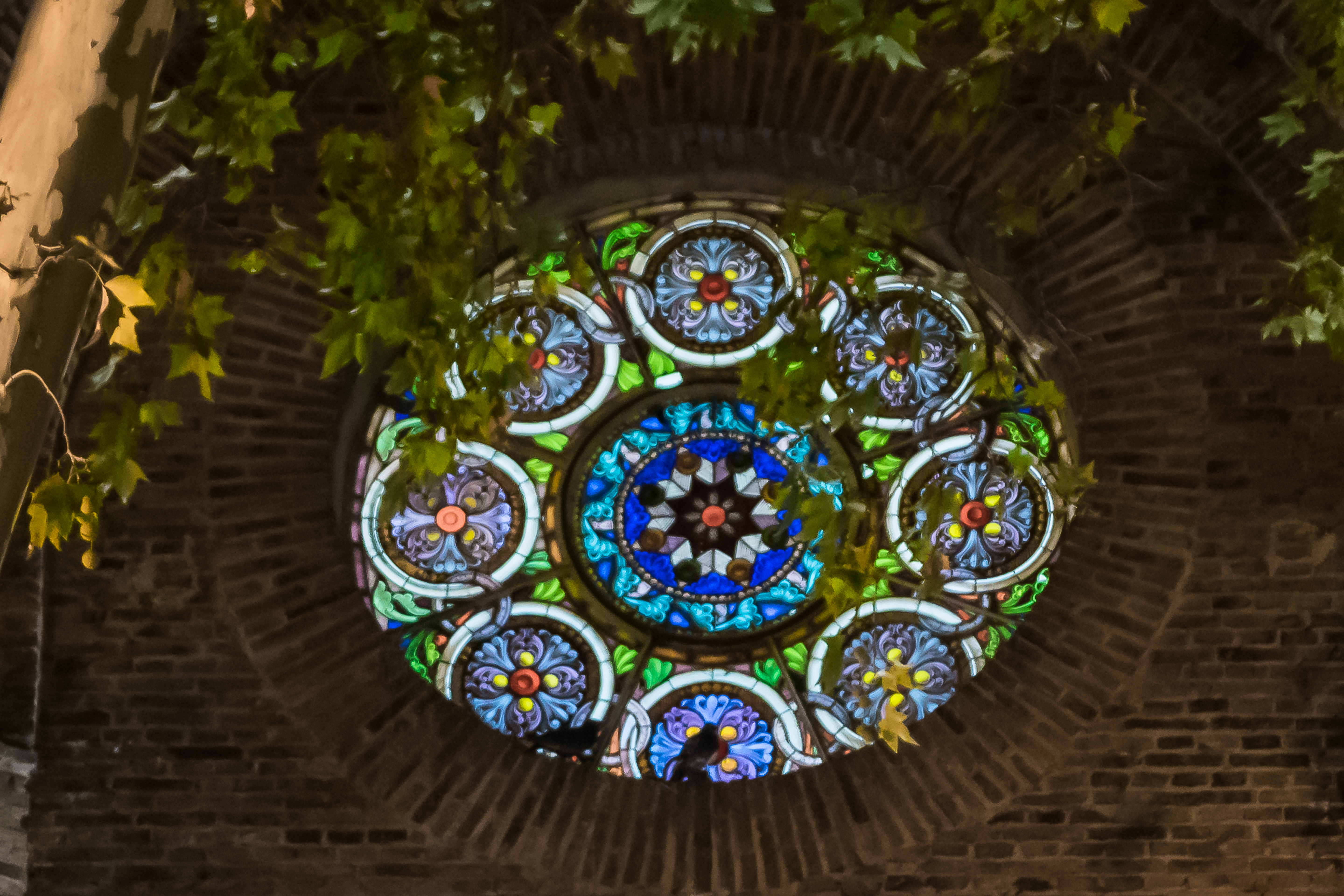
Primer plano del rosetón de vitreaux de la fachada
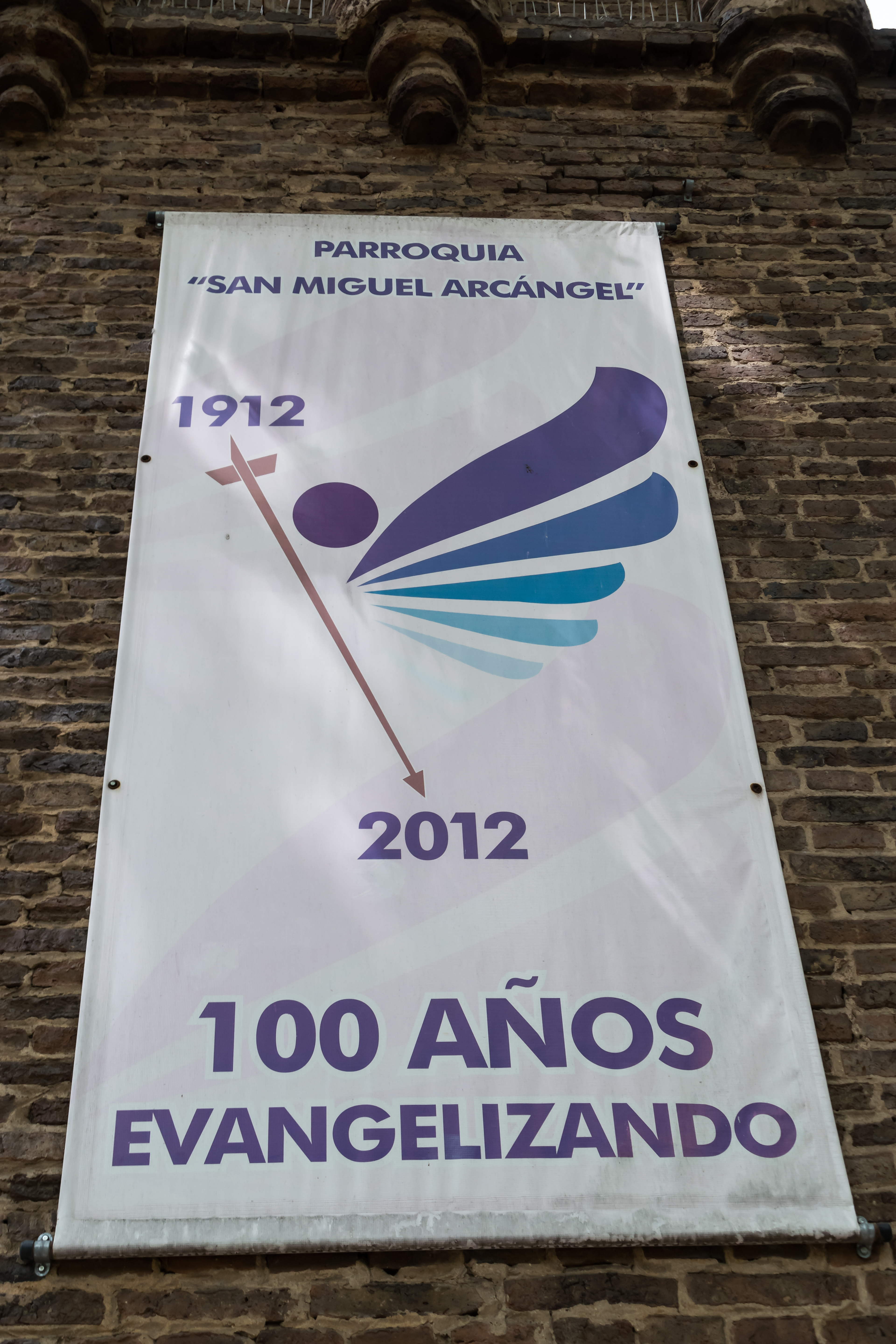
Cartel colocado en el frente en oportunidad del Centenario Parroquial, en el año 2012
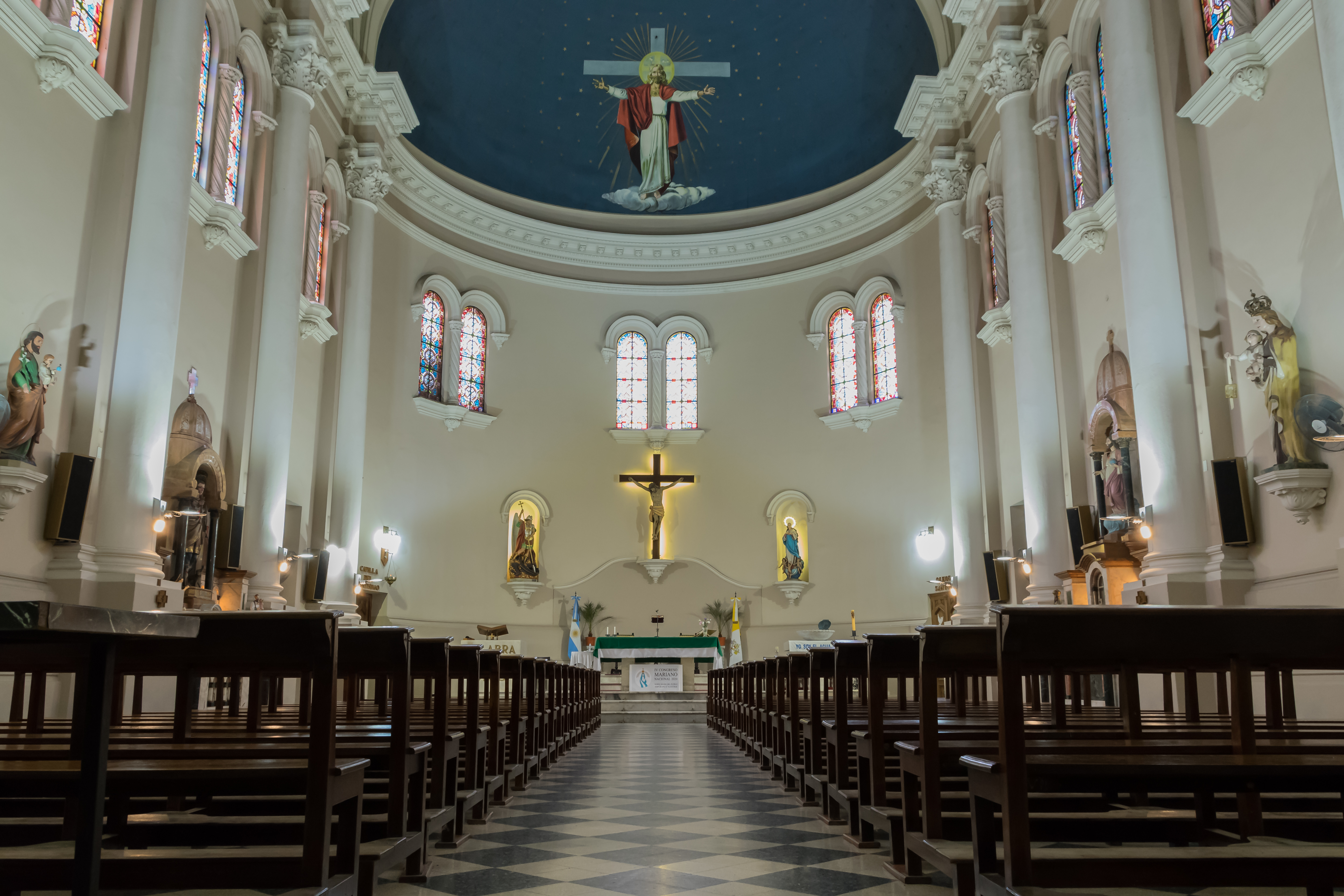
Vista del interior donde se aprecian los altares laterales y el ábside con el alta mayor
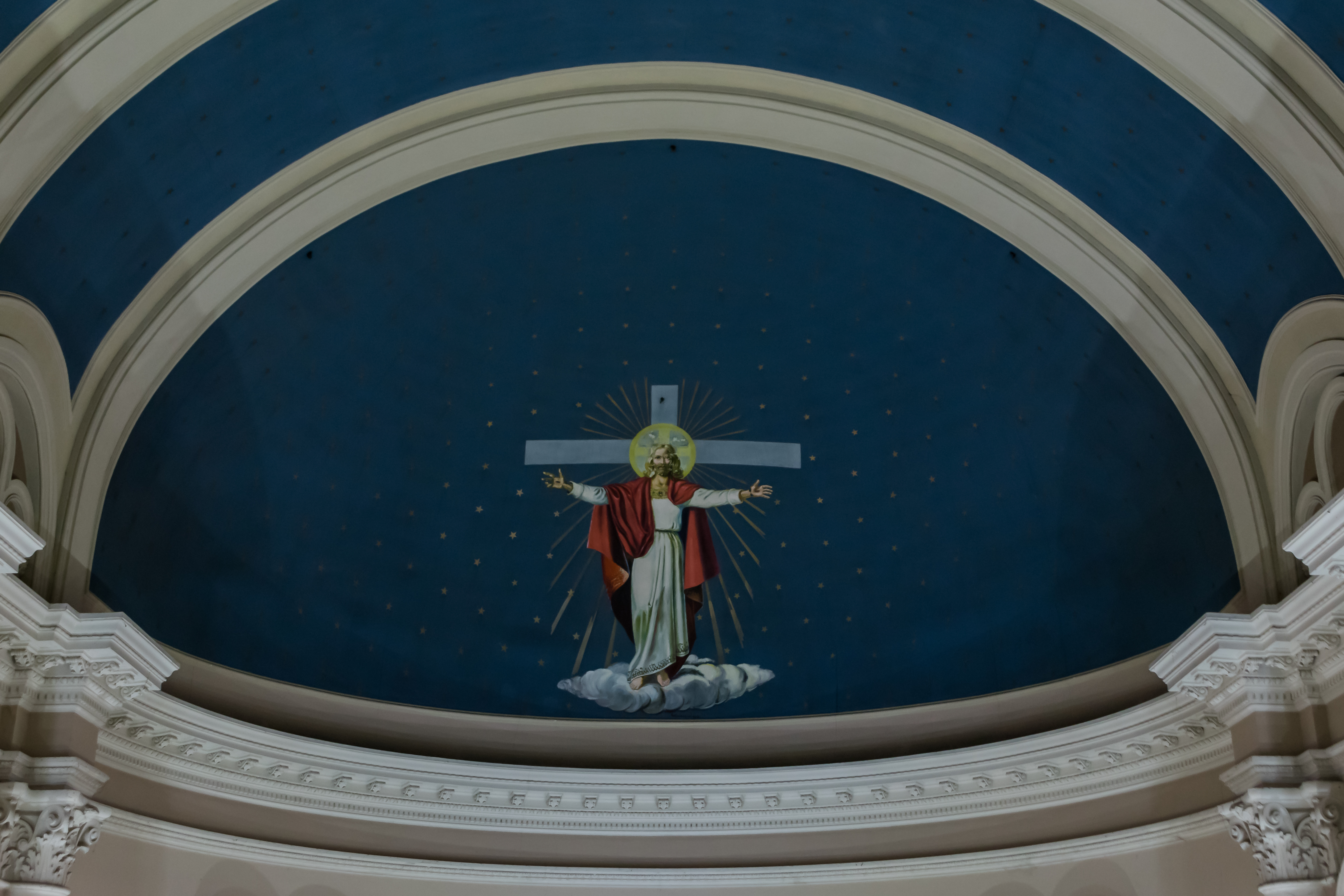
Cúpula sobre el altar mayor
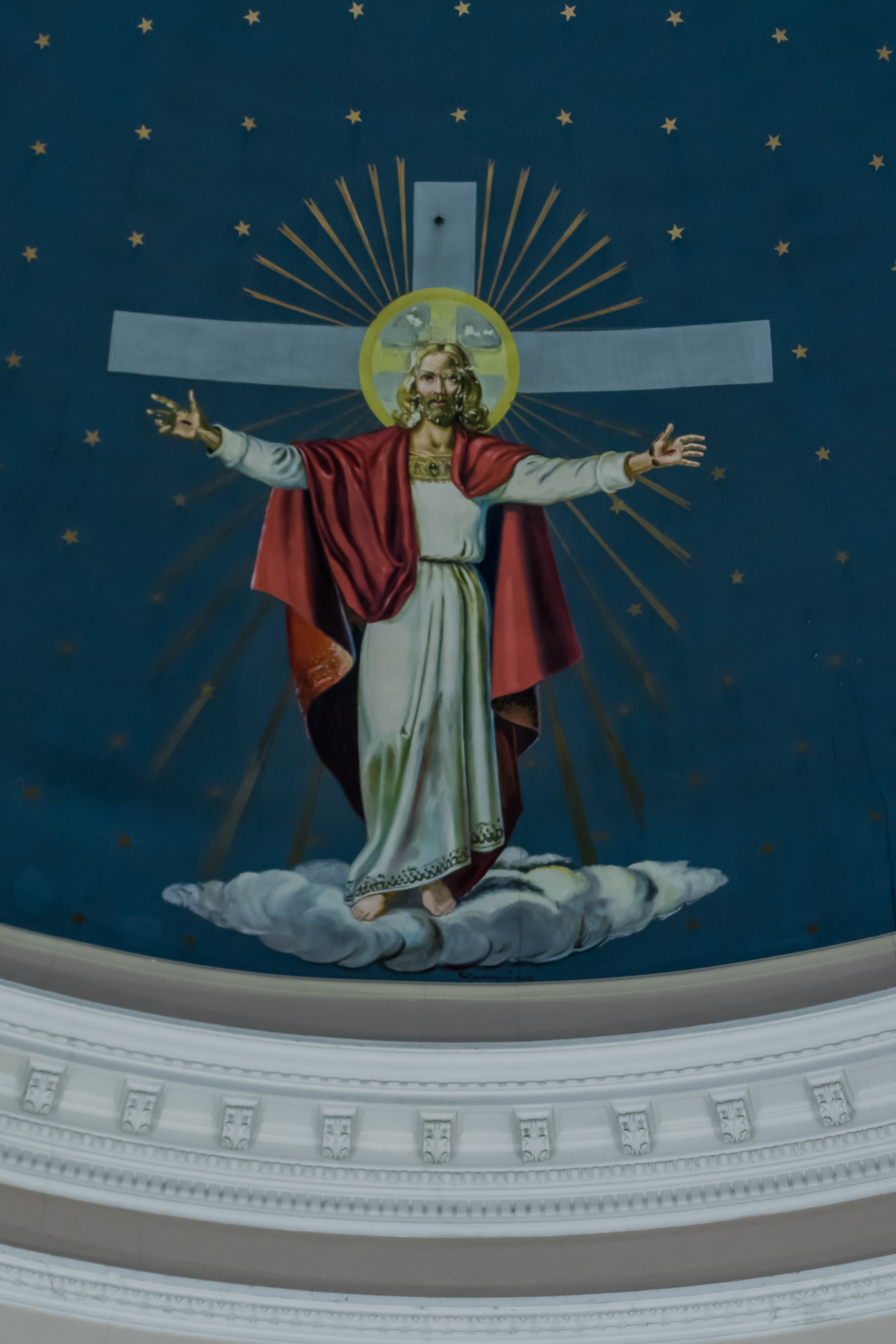
Pintura en la cúpula del altar mayor
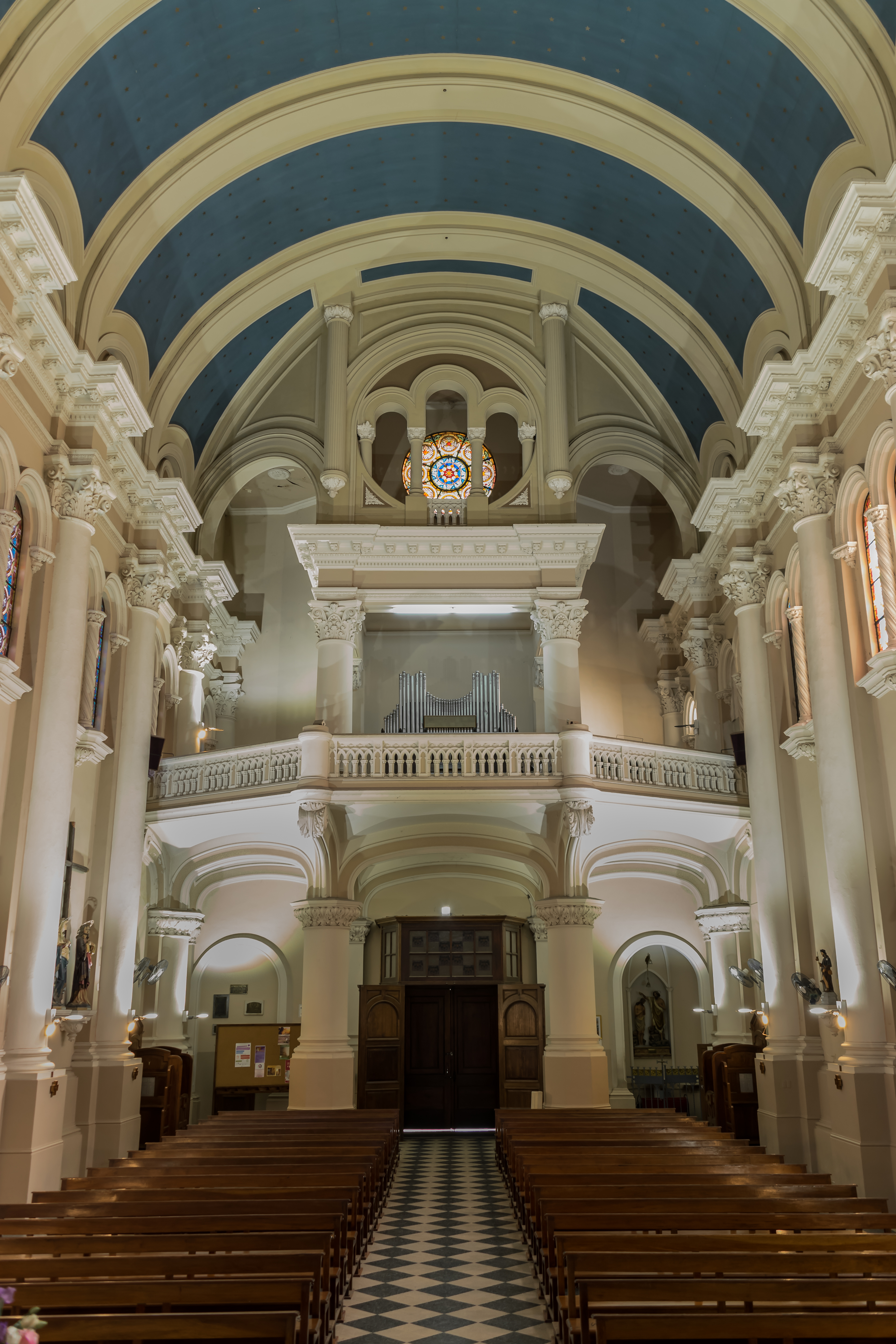
Vista interior donde se aprecia el coro, el órgano de tubos y el rosetón de vitreaux
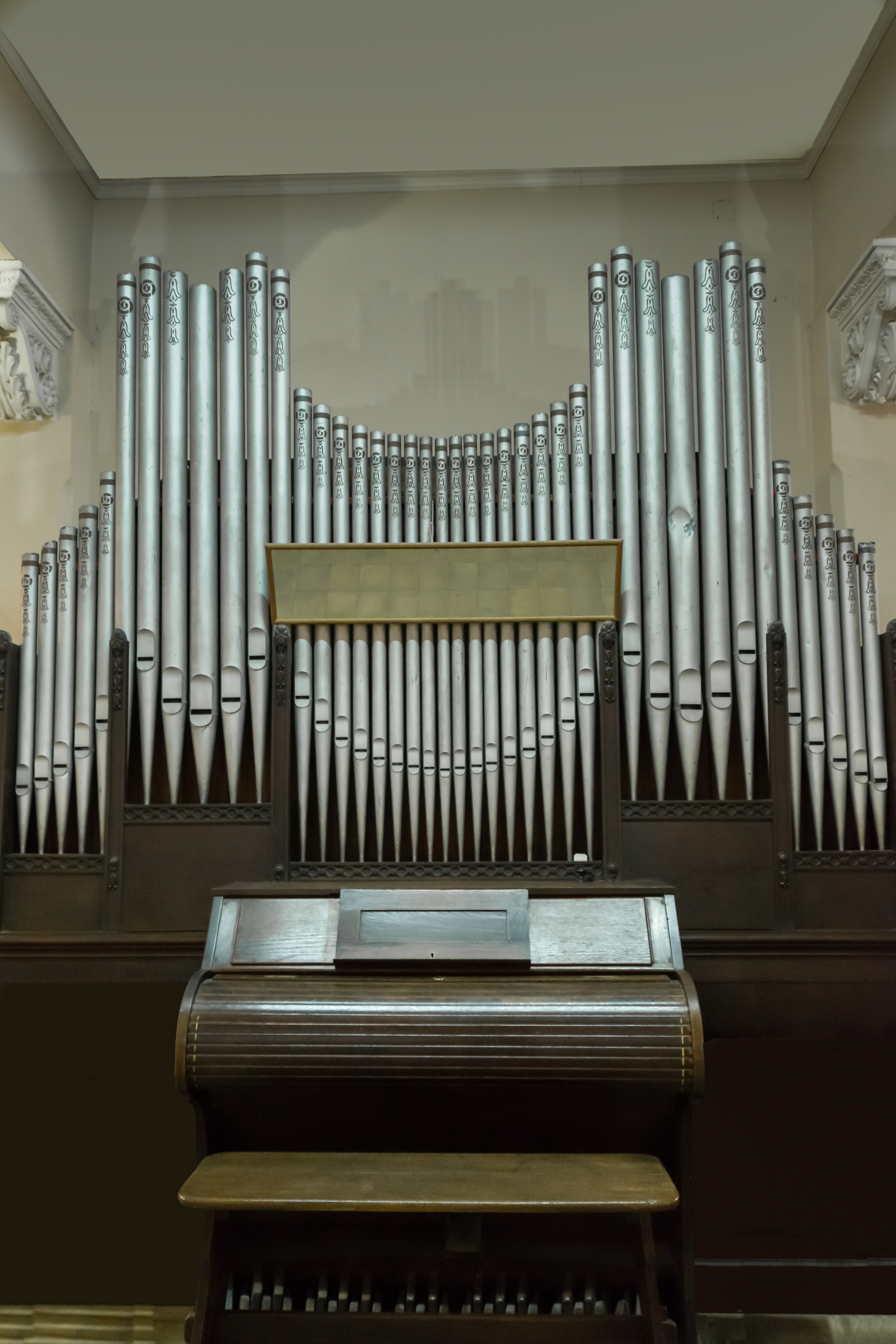
Primer plano del órgano de tubos Walcker & Cie, traído de Alemania
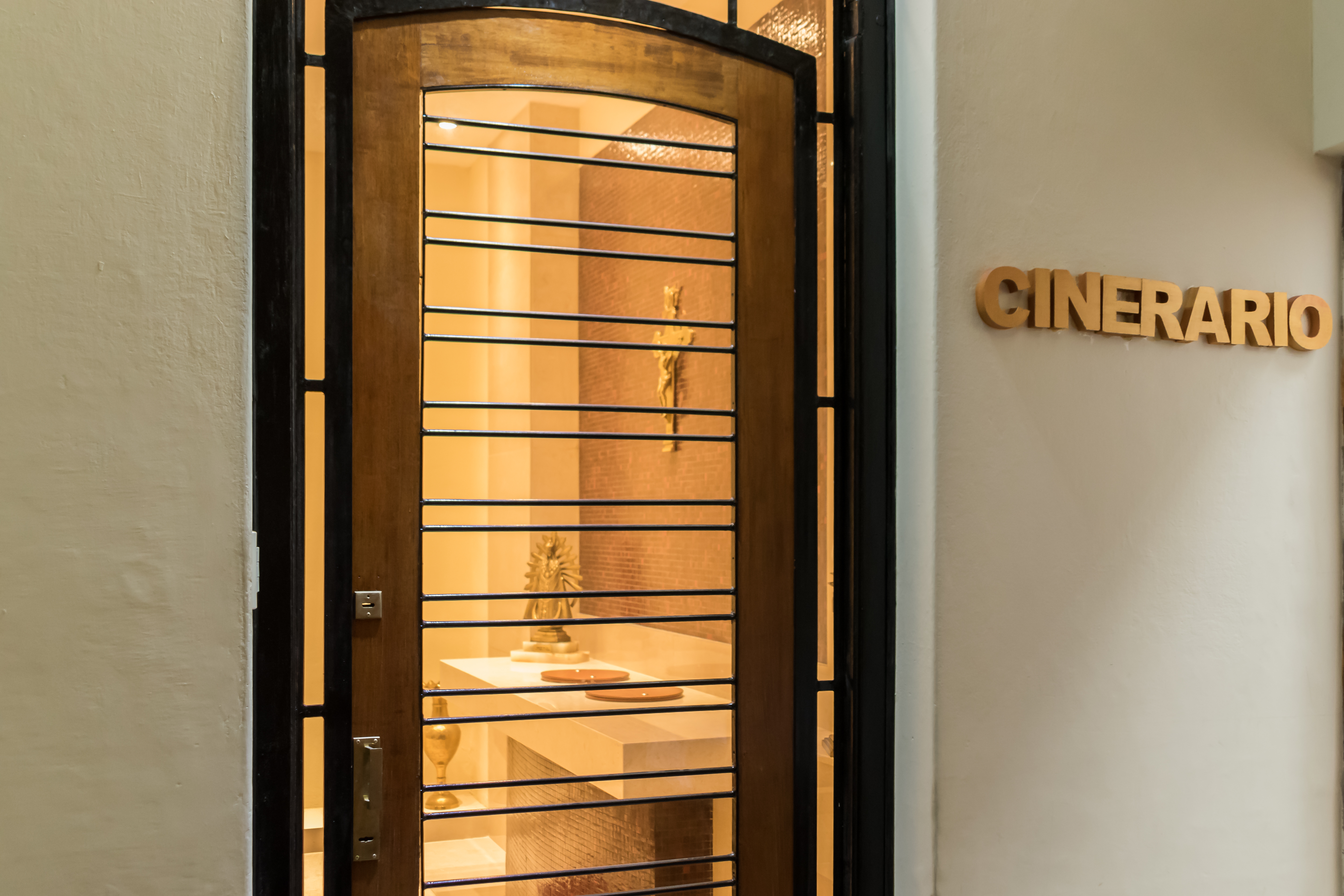
Puerta de acceso al Cinerario Parroquial
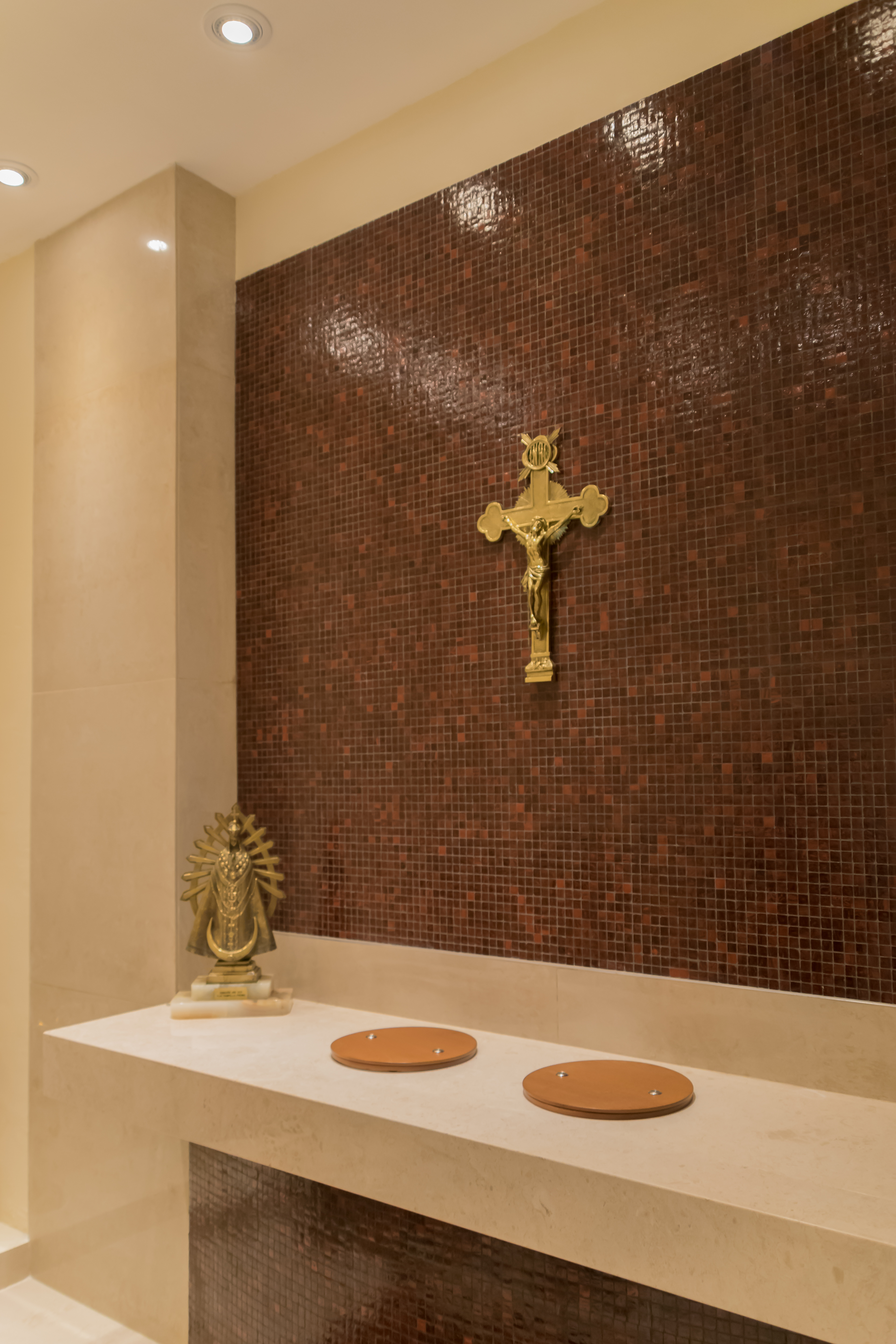
Vista interior del Cinerario Parroquial
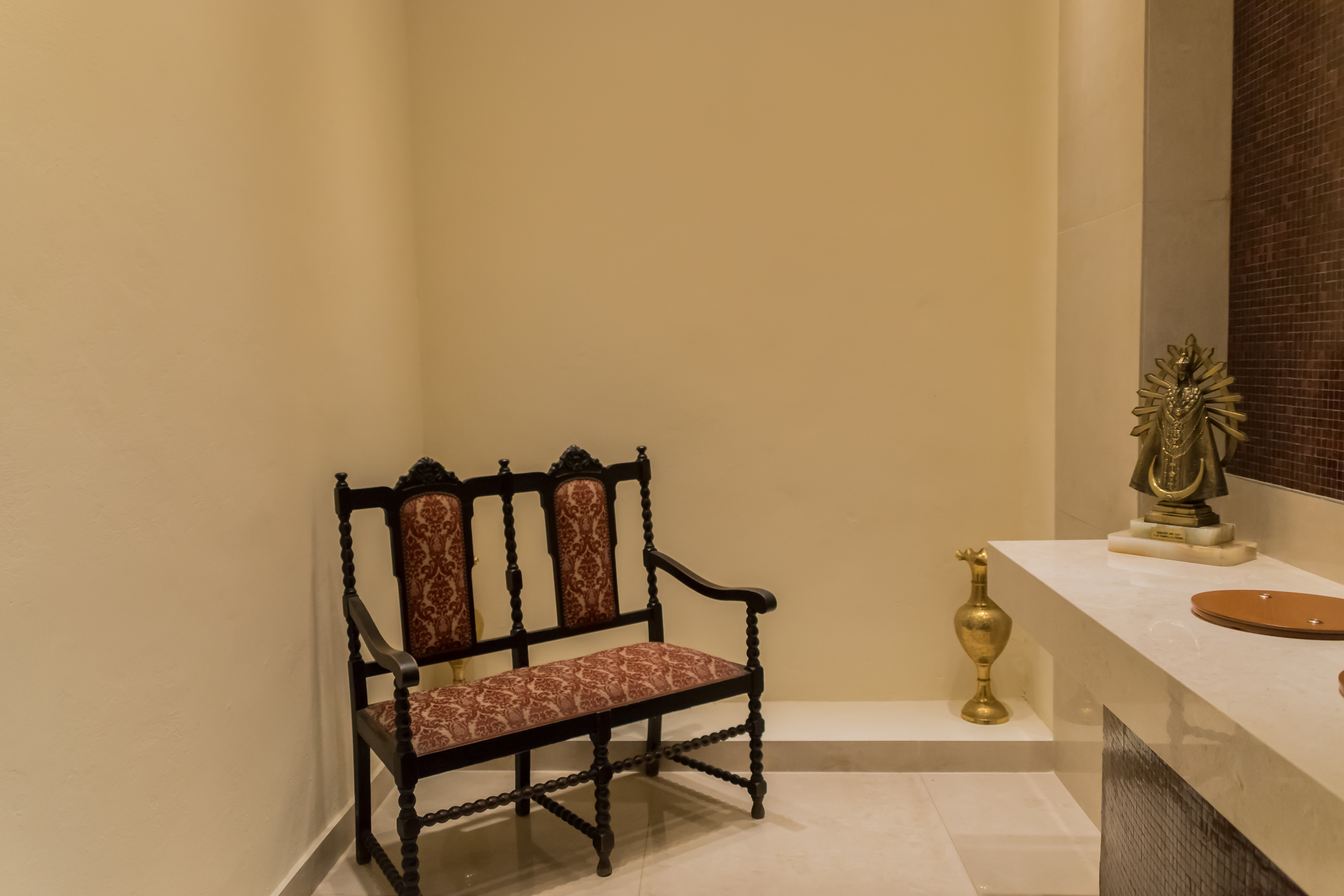
Vista interior del Cinerario Parroquial
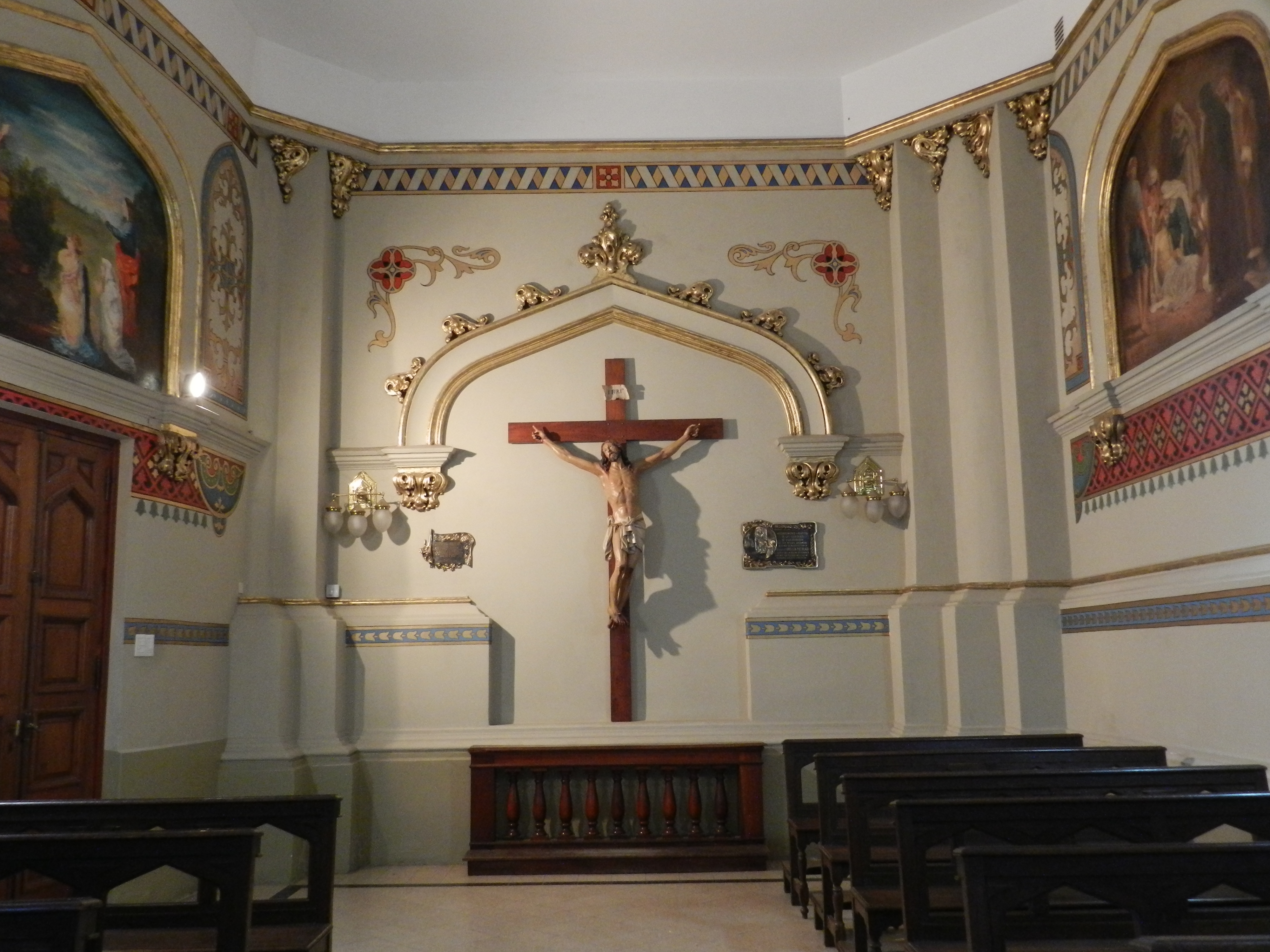
Vista interior de la Capilla de Jesús de la Buena Esperanza (Capilla del Santísimo)
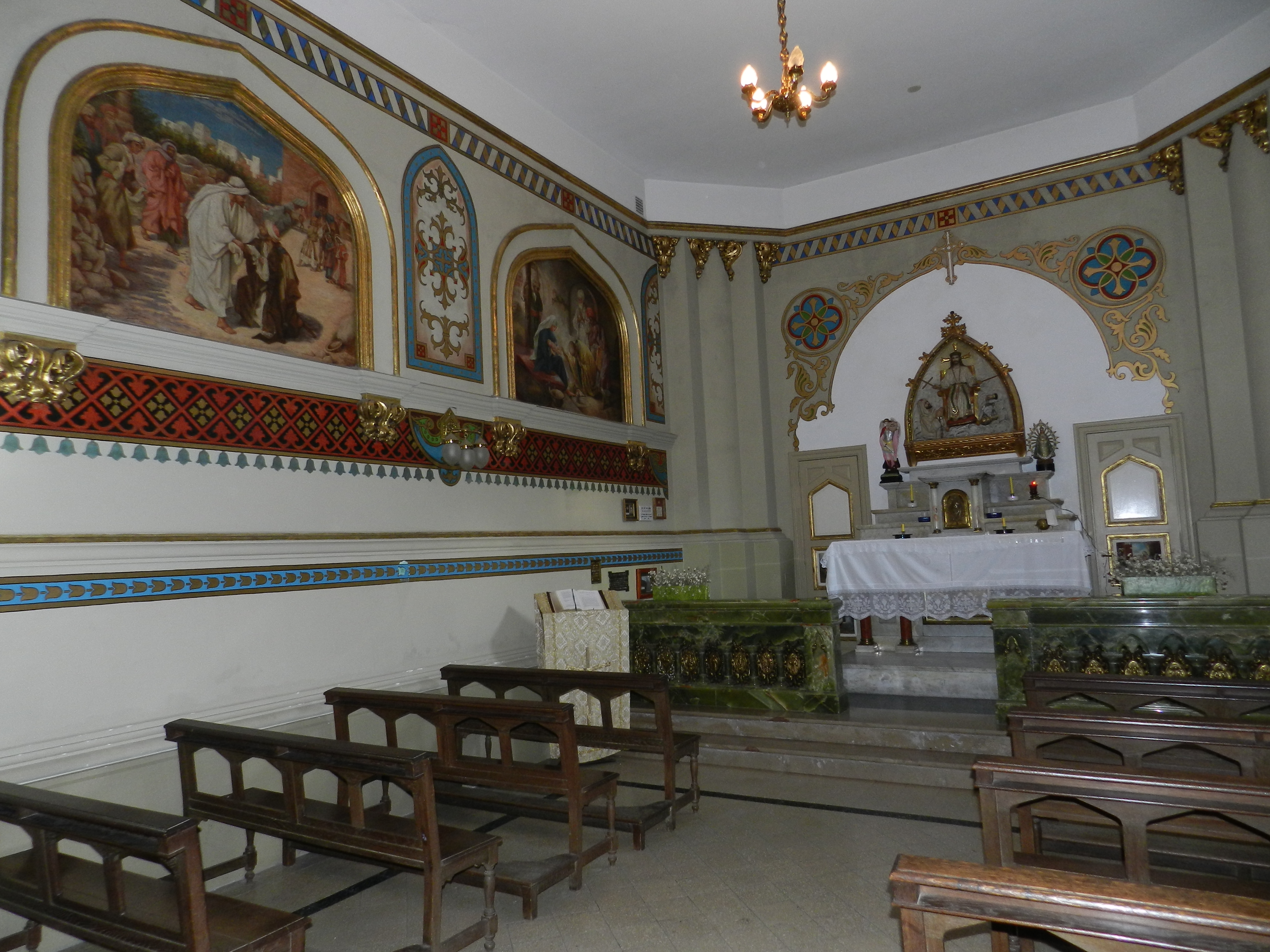
Vista interior de la Capilla de Jesús de la Buena Esperanza (Capilla del Santísimo)
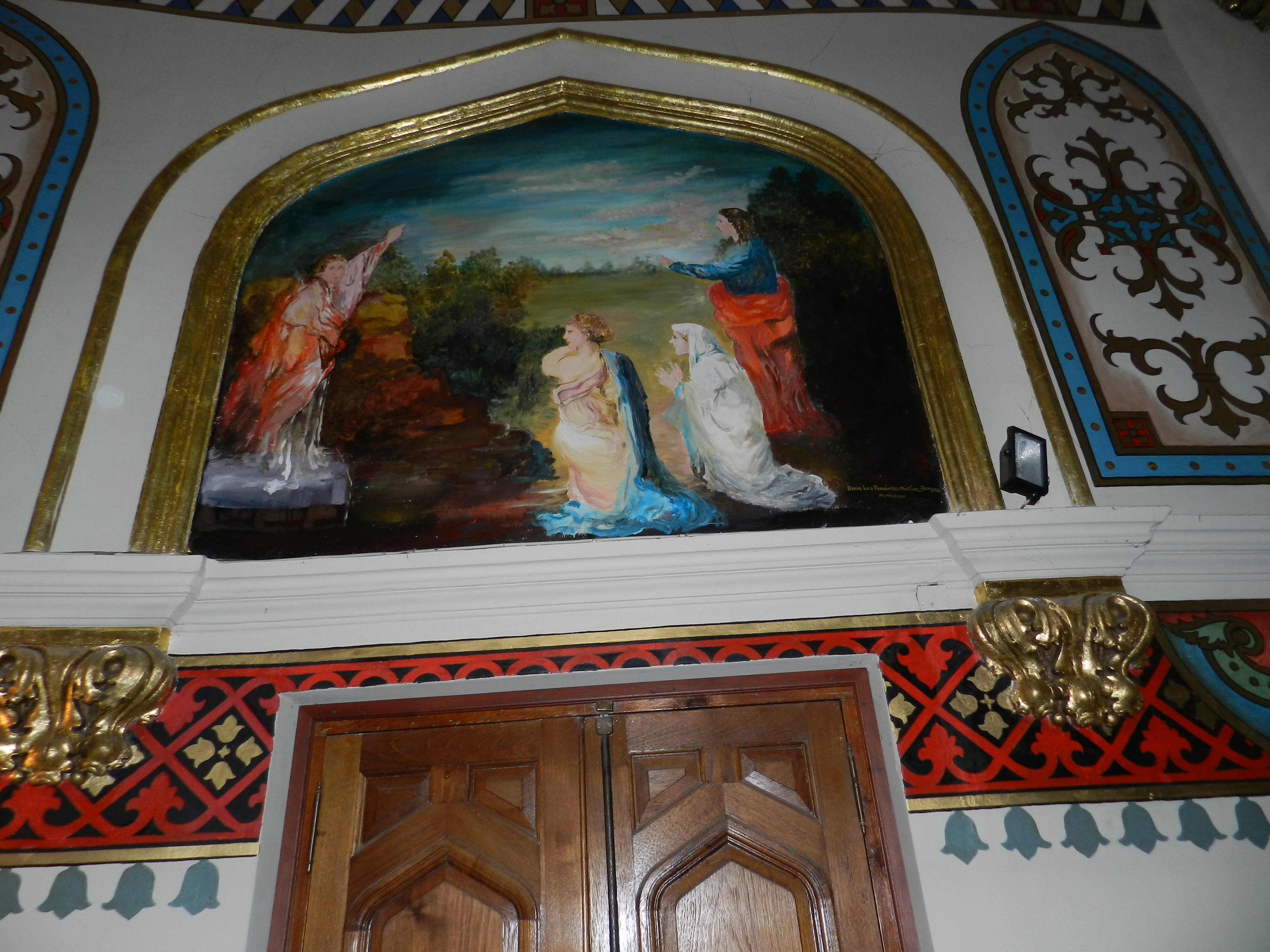
Vista interior de la Capilla de Jesús de la Buena Esperanza (Capilla del Santísimo)
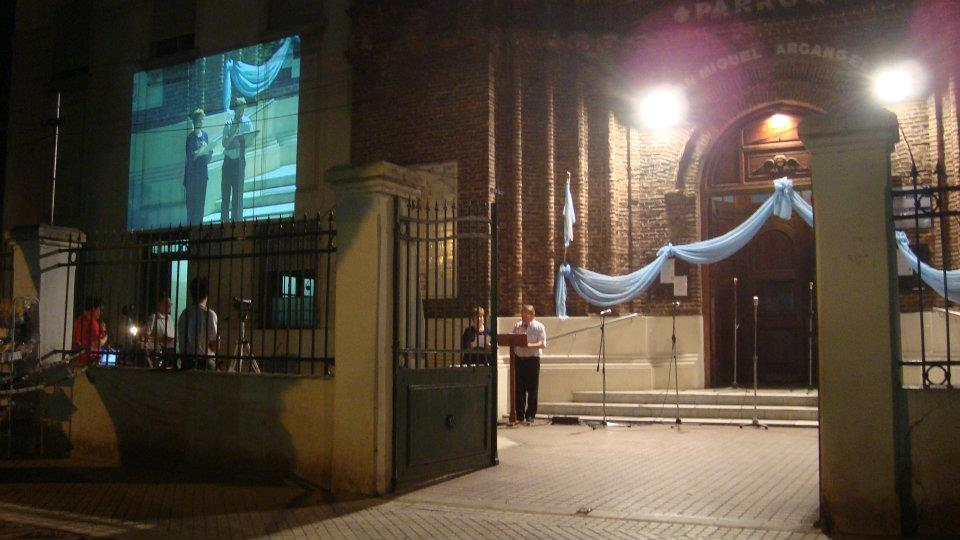
Celebraciones por el Centenario Parroquial
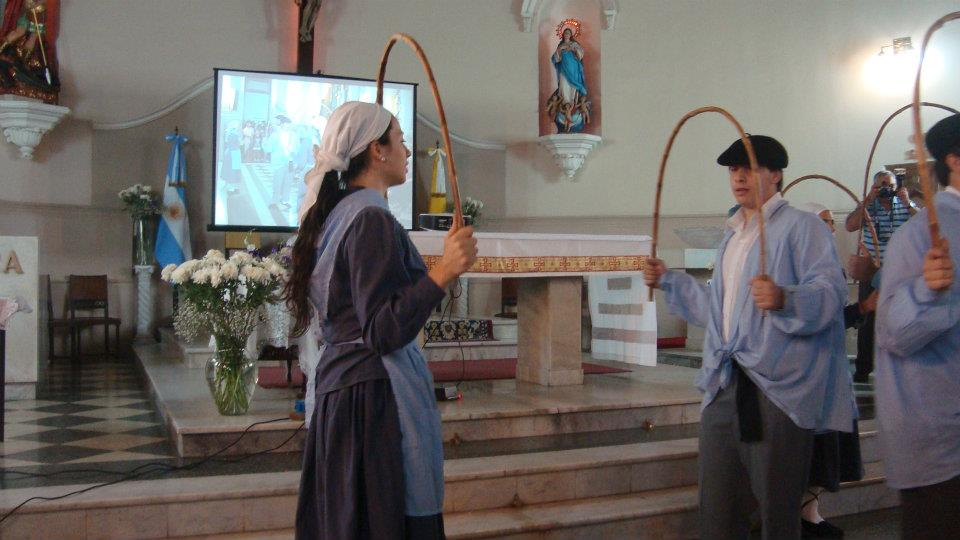
Celebraciones por el Centenario Parroquial